# (100847) 1998 HN26
(100847) 1998 HN26 es un asteroide perteneciente al cinturón de asteroides, región del sistema solar que se encuentra entre las órbitas de Marte y Júpiter, descubierto el 20 de abril de 1998 por el equipo del Spacewatch desde el Observatorio Nacional de Kitt Peak, Arizona, Estados Unidos.

## Designación y nombre
Designado provisionalmente como 1998 HN26. 

## Características orbitales
1998 HN26 está situado a una distancia media del Sol de 2,358 ua, pudiendo alejarse hasta 2,762 ua y acercarse hasta 1,954 ua. Su excentricidad es 0,171 y la inclinación orbital 4,621 grados. Emplea 1323,23 días en completar una órbita alrededor del Sol.

## Características físicas
La magnitud absoluta de 1998 HN26 es 16,3. 